# Lijst van vindplaatsen van fossielen
Dit is een lijst van belangrijke vindplaatsen van fossielen op de hele wereld. De lijst is in volgorde van ouderdom van de fossielen, ingedeeld per geologische periode. Het belang van de hier genoemde vindplaatsen is dat de gevonden fossielen tot nieuwe inzichten hebben geleid, of hypothesen hebben bevestigd in de evolutiebiologie. In de paleontologie worden bijzondere vindplaatsen aangeduid met het van oorsprong Duitse woord Lagerstätte.

## Tijdvakken

### Precambrium
(ouder dan 543 miljoen jaar)
- Doushantuo Formatie, 600-565 miljoen jaar oud. Fossielen omvatten de Doushantuo biota en wellicht delen van de Ediacarische biota. Locatie: de provincie Guizhou in China.
- Ediacara Hills, ongeveer 555 miljoen jaar oud, met fossielen van de zogenaamde Ediacarische biota. Locatie: Zuid-Australië.

### Cambrium
(543 - 490 miljoen jaar geleden)
- Heilinpu-formatie, 525 miljoen jaar oud; bijzonder goed bewaard gebleven fossielen van de biota van Chengjiang, waarvan ook de zachte delen van organismen zijn gefossiliseerd. Locatie: het oosten en midden van de provincie Yunnan in China.
- Emu Bay shale, 525 miljoen jaar oud. Locatie: Kangaroo-eiland in het zuiden van Australië.
- Sirius Passet, 518 miljoen jaar oud. Locatie: Groenland
- Burgess Shale, 505 miljoen jaar oud. Ontdekt in 1909, maar pas in de jaren 70 werd duidelijk hoe bijzonder de fossielen waren. Locatie: Brits-Columbia in Canada.

### Perm
(299 - 251 miljoen jaar geleden)
- Fraserburg, 260-190 miljoen jaar oud. Fossielen van synapsiden, de voorlopers van de zoogdieren. Locatie: Karoo in Zuid-Afrika.

### Trias
(251 - 200 miljoen jaar geleden)
- Fremouw-formatie, 251-237 miljoen jaar oud. De formatie is beroemd omdat uit de gevonden fossielen van onder meer Lystrosaurus en Thrinaxodon blijkt dat Antarctica niet altijd een ijskoud, ontoegankelijk continent was. Locatie: Antarctica.

- Rosário do Sul-groep, 240-225 miljoen jaar oud. De vindplaats van de oudst bekende dinosauriërs als Staurikosaurus en verschillende therapsiden. Locatie: Rio Grande do Sul in Brazilië.

- Ischigualastobekken, 235-225 miljoen jaar oud. De vindplaats van de oudst bekende dinosauriërs als Herrerasaurus en Eoraptor en verschillende therapsiden. Locatie: San Juan in Argentinië.

- Petrified Forest National Park, 225 miljoen jaar oud. De vindplaats van primitieve dinosauriërs als Coelophysis en verschillende andere prehistorische reptielen als Postosuchus en Placerias. Locatie: Arizona in de Verenigde Staten.

### Jura
(200 - 145 miljoen jaar geleden)
- Morrison-formatie, 154-145 miljoen jaar oud. De vindplaats van fossielen van zeer bekende dinosauriërs als Allosaurus, Apatosaurus, Diplodocus en Stegosaurus. Locatie: Wyoming en Colorado in de Verenigde Staten.

- Solnhofener kalksteen, 150 miljoen jaar oud. De vindplaats van de zeven bekende fossielen van de oervogel Archaeopteryx. Locatie: Beieren in Duitsland.

### Krijt
(145 - 65 miljoen jaar geleden)
- Jehol Groep, 128-110 miljoen jaar oud. De vindplaats van meerdere gevederde dinosauriërs als Sinosauropteryx en primitieve vogels en zoogdieren als Confuciusornis en Eomaia. Locatie: Liaoning in China.

- Hell Creek, 65 miljoen jaar oud. De vindplaats van de laatst bekende dinosauriërs, waaronder wereldberoemde soorten als Tyrannosaurus en Triceratops. Locatie: Montana in de Verenigde Staten.

### Eoceen
(55 - 35 miljoen jaar geleden)
- Grube Messel, 50 miljoen jaar oud. De beste en rijkste fossielenvindplaats ter wereld met overblijfselen uit het Eoceen van onder meer primitieve paarden en roofdieren. Locatie: Hessen in Duitsland.

### Mioceen
(23- 5 miljoen jaar geleden)
- Riversleigh, 15 miljoen jaar oud. De vindplaats van fossielen van verschillende prehistorische buideldieren en looproofvogels. Locatie: Queensland in Australië.

### Pleistoceen
(2,5 miljoen - 10.000 jaar geleden)
- La Brea-teerputten, 38 duizend jaar oud. Een plaats waar natuurlijk asfalt aan de oppervlakte komt en waar dieren in gevangen raken. Locatie: Californië in de Verenigde Staten.